# Rhynchopyga xanthozona
Rhynchopyga xanthozona är en fjärilsart som beskrevs av Max Wilhelm Karl Draudt 1915. Rhynchopyga xanthozona ingår i släktet Rhynchopyga och familjen björnspinnare. Inga underarter finns listade.